# Parco nazionale delle isole Šantar
Il parco nazionale delle isole Šantar (in russo Национальный парк «Шантарские острова»?) è un'area protetta che comprende gli ambienti terrestri e marittimi delle isole Šantar, un gruppo di 15 isole attualmente disabitate situate in prossimità della costa del territorio di Chabarovsk, nel mare di Ochotsk (Estremo Oriente russo). La maggior parte delle isole sono relativamente montuose, con scogliere che si affacciano a picco sul mare; la cima più elevata raggiunge i 720 m di altezza. Situate appena a est della più occidentale, meno profonda e più calma baia del mare di Ochotsk, la zona intorno alle isole costituisce un'importante area per i mammiferi marini - compresi leoni di mare di Steller, foche e molte specie di cetacei (balene grigie, balene della Groenlandia, balenottere minori, beluga e orche) -, oltre ad essere un territorio di deposizione delle uova dei salmoni e un sito di nidificazione di popolosissime colonie di uccelli. L'area protetta venne creata inizialmente come riserva naturale statale (nel 1999), ma è stata riconvertita in parco nazionale federale nel 2013 con il preposto scopo di proteggere l'habitat di alcune specie vulnerabili (e in particolare di tenerle al sicuro dai bracconieri) e di promuovere la ricerca scientifica e il turismo ecologico nell'area. Le isole Šantar si trovano nel distretto di Čumikan del territorio di Chabarovsk. La gestione del parco è affidata al ministero russo delle risorse naturali.

## Geografia

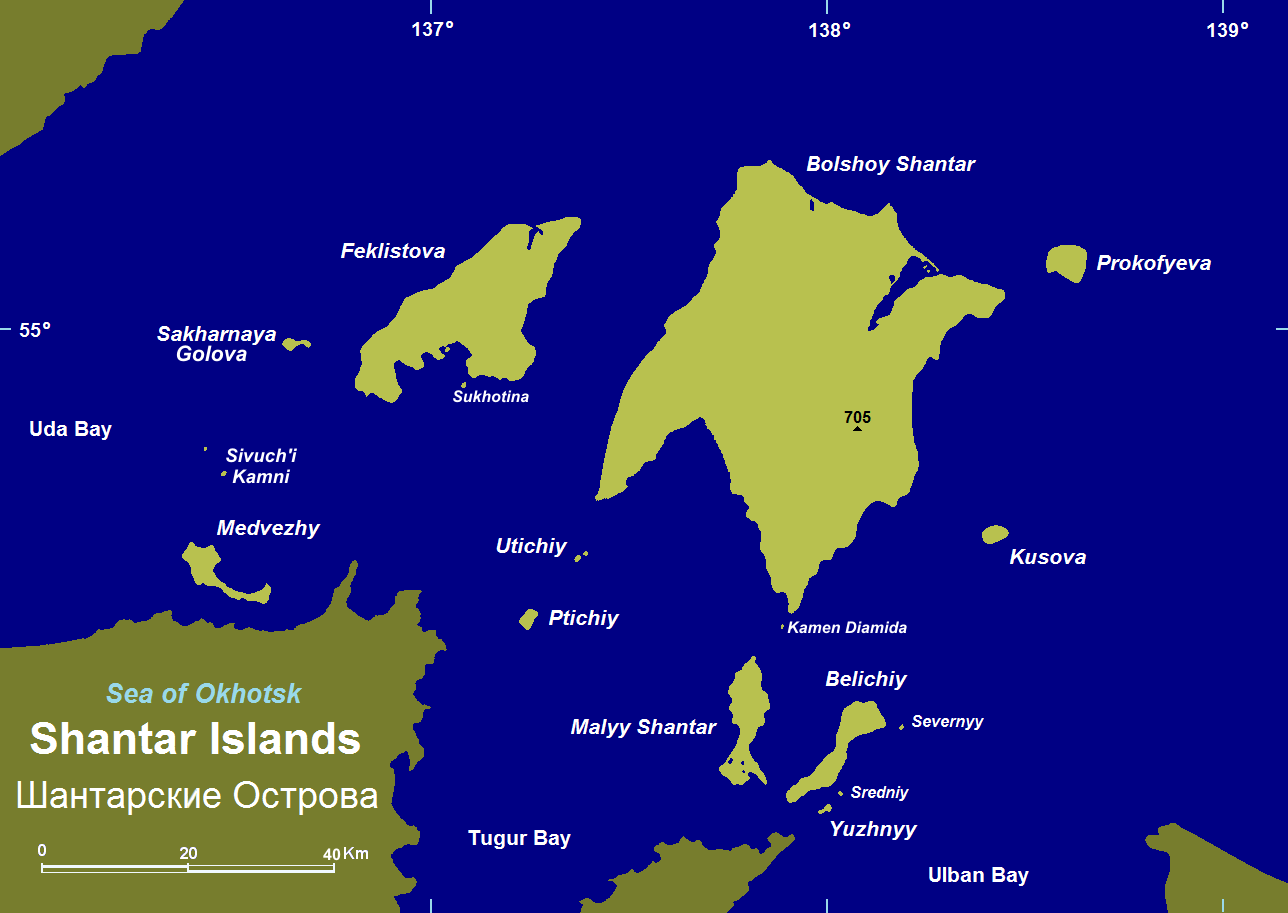
Le isole Šantar a est del golfo della Uda. La superficie del parco, indicata in verde chiaro, si estende in mare per un raggio di 5 km.

Le isole Šantar si trovano sul lato orientale del golfo della Uda e fino a 9000-10.000 anni fa erano ancora collegate al continente: questo spiega l'assenza di specie endemiche nella flora delle isole. Delle 15 isole e numerosi scogli che si innalzano sopra la superficie del mare, due costituiscono il 75% della superficie terrestre del parco: Bol'šoj Šantar (1766 km², 45×67,5 km di dimensioni) e Feklistova (372 km²), situata circa 20 km a ovest di Bol'šoj Šantar. Il golfo della Uda separa le isole principali dalla costa asiatica a ovest. Con l'alta marea, il livello del mare si innalza di 5-8 m e le correnti attorno alle isole sono molto forti. La nebbia è frequente.
Il clima delle isole Šantar presenta condizioni più dure di quelle del mare di Ochotsk in generale. I venti prevalenti di nord-est spingono i ghiacci nel mare intorno alle isole, che solo per 2-3 mesi all'anno è libero dai ghiacci. Il clima, di tipo «subartico» (Dwc secondo la classificazione dei climi di Köppen) è caratterizzato da inverni lunghi e freddi ed estati brevi e fresche.
L'ecoregione marina delle isole Šantar è quella denominata «Pacifico nord-occidentale temperato fresco / mare di Ochotsk» (n° 204), caratterizzata da acque fredde ma fertili che sostengono vaste comunità di pesci e di uccelli marini. Le correnti mantengono le aree vicino alla costa più fresche rispetto alle aree più a est; la varietà delle temperature e la vicinanza alla costa favoriscono elevati livelli di biodiversità.

## Flora
Le isole più grandi sono ricoperte da scure foreste di conifere, formate soprattutto da pecci siberiani, larici, cedri e betulle. Come già affermato in precedenza, non esistono specie di piante endemiche delle isole, in quanto erano collegate fino ad epoca relativamente recente alla terraferma.

## Animali
Oltre a proteggere l'ambiente terrestre, il parco salvaguarda anche l'ambiente marino circostante: ai fini di preservare le aree dove i salmoni depongono le uova, la pesca è proibita fino a 1,5-4,5 km di distanza dalla costa. La fauna terrestre comprende orsi bruni, renne, volpi rosse, zibellini, lontre e foche dagli anelli. Oltre 240 specie di uccelli vivono o migrano attraverso le Šantar, comprese specie in pericolo di estinzione come il gufo pescatore di Blakiston e l'aquila di mare di Steller.

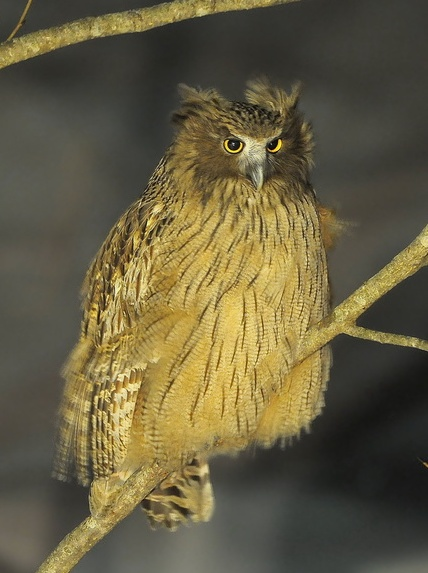
Il gufo pescatore di Blakiston, il gufo più grande del mondo
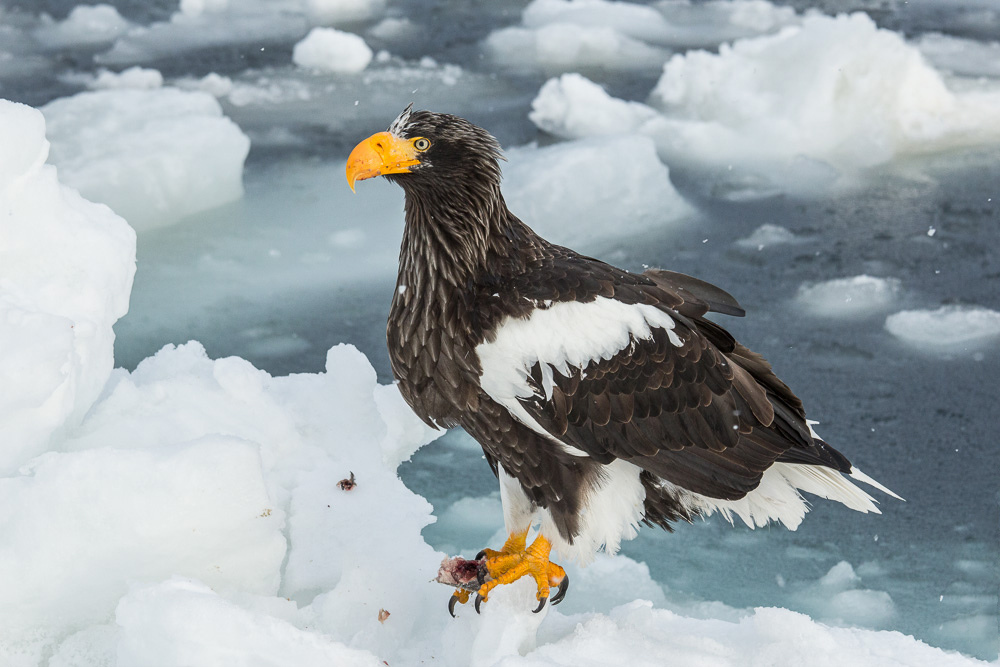
L'aquila di mare di Steller
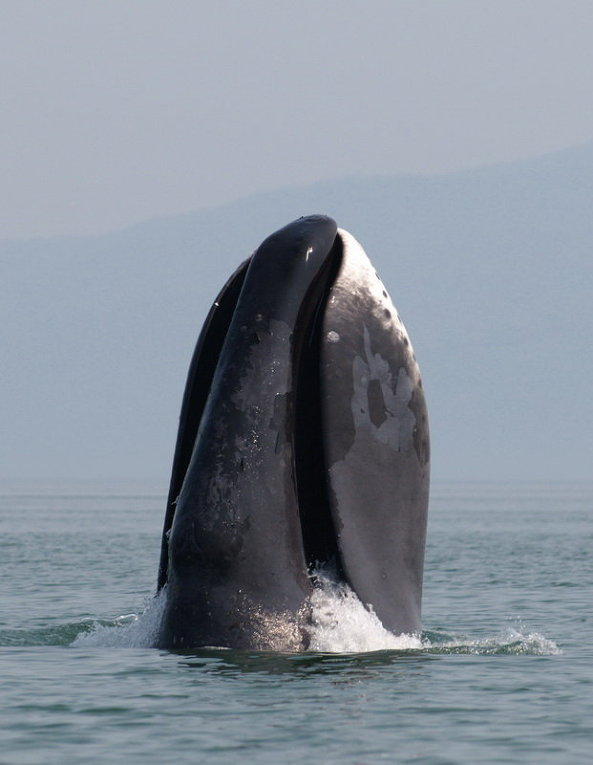
Spyhopping di una balena della Groenlandia
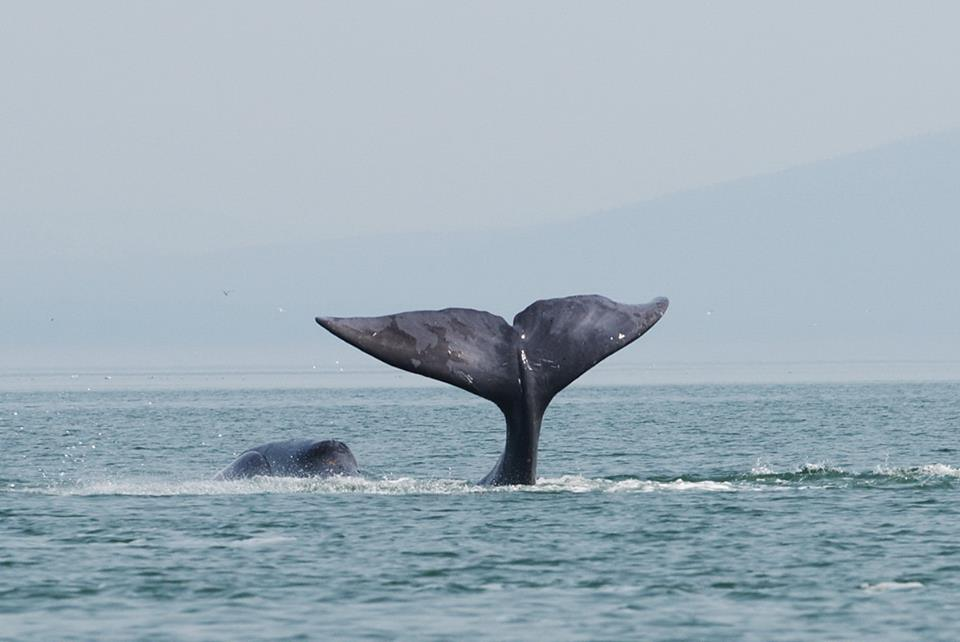
Lobtailing di una balena della Groenlandia

## Storia
Le isole sono state visitate da cacciatori di pellicce, balenieri, pescatori e cacciatori, che stabilivano qui le loro basi. Le baleniere americane davano la caccia alle balene della Groenlandia intorno alle isole tra il 1852 e il 1907. In passato vi era sorta anche un'industria del legname e le isole sono situate in una regione ricca di potenziali riserve minerali, che avrebbero potuto renderle una meta appetibile per un possibile sfruttamento economico. Le isole sono state dichiarate riserva naturale statale nel 1999 e oggi, fatta eccezione per gli operatori di una stazione meteorologica e gli occasionali ricercatori che si spingono qui per effettuare i loro studi, sono disabitate. Nel 2017, l'area del parco è stata suddivisa in zone e vi è stata bandita qualsiasi tipo di attività economica.

## Turismo
Il parco è in ancora in fase di istituzione, con leggi, infrastrutture e zonazioni in corso di elaborazione. L'ecoturismo, l'educazione e lo studio scientifico figurano tutti nei piani di progettazione per il territorio. Vi sono agenzie turistiche che portano i visitatori a scoprire il parco.